# Vin Tim
Vin Tim is een videospel voor de platforms Commodore 64 en Commodore 128. Het spel werd in 1996 uitgebracht in het Publiek domein. Het spel is een educatieve quiz in het Engels of Pools.